# Edson River
Edson River är ett vattendrag i Kanada.   Det ligger i provinsen Alberta, i den centrala delen av landet, 3 000 km väster om huvudstaden Ottawa.
Omgivningarna runt Edson River är en mosaik av jordbruksmark och naturlig växtlighet. Trakten runt Edson River är nära nog obefolkad, med mindre än två invånare per kvadratkilometer.